# Fejervarya teraiensis
Fejervarya teraiensis е вид жаба от семейство Dicroglossidae. Видът не е застрашен от изчезване.

## Разпространение
Разпространен е в Бангладеш, Индия и Непал.

## Описание
Популацията на вида е стабилна.